# Callington
Callington es una localidad situada en el condado de Cornualles, en Inglaterra (Reino Unido), con una población en 2016 de 4730 habitantes.
Se encuentra ubicada al oeste de la península del Suroeste, al este del condado, cerca de la frontera con el condado de Devon y de la orilla del canal de Bristol y del canal de la Mancha (océano Atlántico).